# High Barnet (stacja metra)
High Barnet – naziemna stacja metra londyńskiego położona w dzielnicy Barnet. Stanowi jeden z północnych krańców Northern Line.
Stacja powstała w 1872 jako część sieci kolejowej. W 1940 przejęło ją metro
. Należy do piątej strefy biletowej. W 2008 skorzystało z niej ok. 2,7 mln pasażerów. 

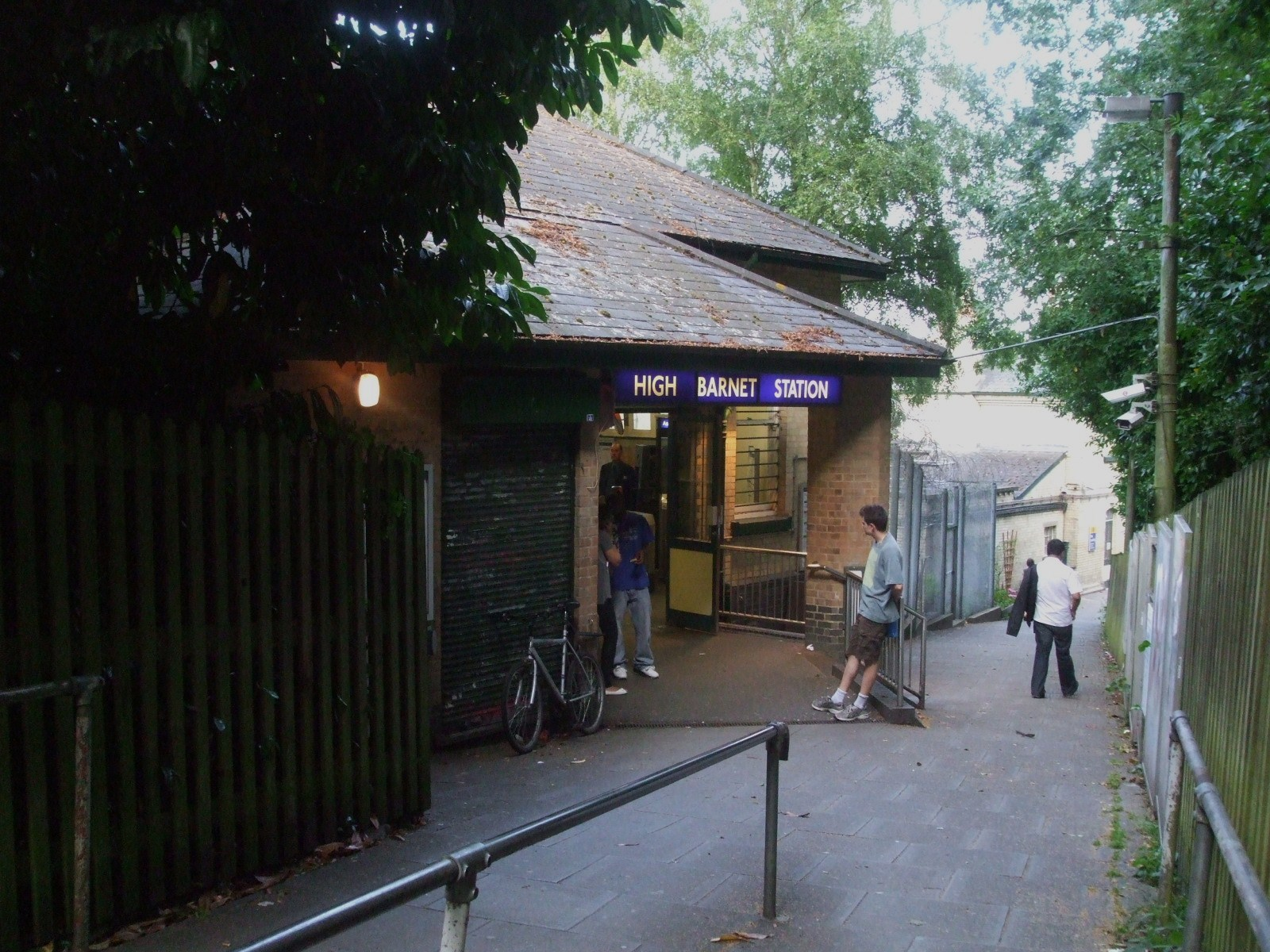
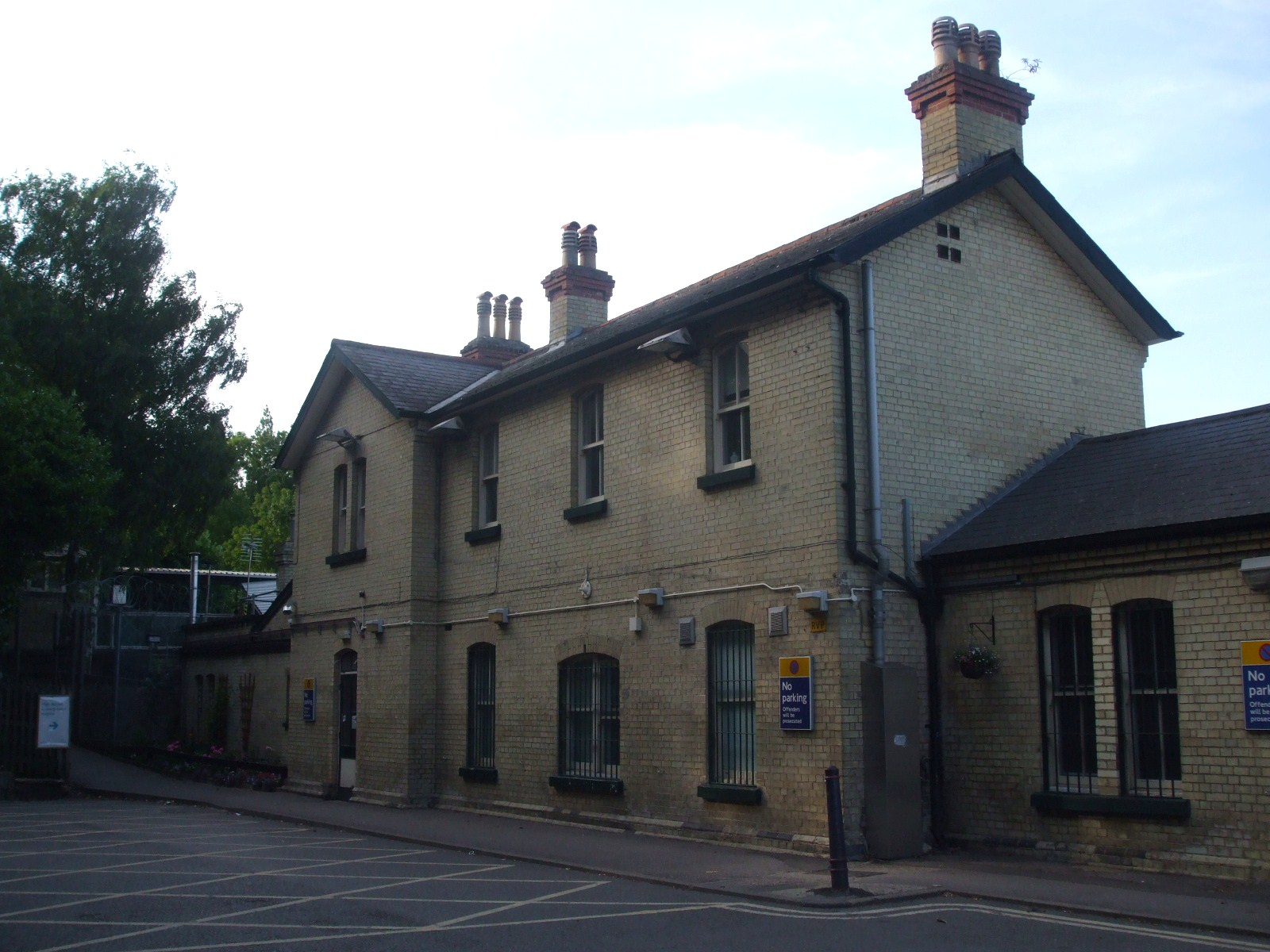